# Singapore Open 1990
Il Singapore Open 1990 è stato un torneo di tennis giocato sul sintetico indoor. È stata la 5ª edizione del Singapore Open che fa parte della Tier V nell'ambito del WTA Tour 1990 e la 2ª edizione della categoria World Series nell'ambito dell'ATP Tour 1990. Si è giocato a Singapore dal 30 aprile al 6 maggio il torneo maschile e dal 23 al 29 aprile 1990 quello femminile.

## Campioni

### Singolare maschile
Kelly Jones ha battuto in finale  Richard Fromberg con il punteggio di 6–4, 2–6, 7–6

### Singolare femminile
Naoko Sawamatsu ha battuto in finale  Sarah Loosemore con il punteggio di 7–6(5), 3–6, 6–4

### Doppio maschile
Mark Kratzmann /  Jason Stoltenberg hanno battuto in finale  Brad Drewett /  Todd Woodbridge con il punteggio di 6–1, 6–0

### Doppio femminile
Jo Durie /  Jill Hetherington hanno battuto in finale  Pascale Paradis /  Catherine Suire con il punteggio di 6–4, 6–1